# عقد 360
عقد 360 هو عقد امتد بين 1 يناير 360 و31 ديسمبر 369 بحسب التقويم الميلادي. سبقه عقد 350 ولحقه عقد 370.

## أحداث
- زلزال كريت 365 (365)
- زلزال الجليل 363 (363)

## مواليد
- فيلوستورغيوس (368)
- ميسروب ماشدوتس (362)

## وفيات
- قنسطانطيوس الثاني (361)
- ماريوس فيكتورينوس (364)
- جوفيان (364)
- جورج لاودكية (361)
- يوليان المرتد (363)
- ليبيريوس (366)
- ثيوفيلوس الهندي (364)

## كتب
- Yves Denis Papin (1998). Chronologie de l'histoire ancienne. Lieu de publication non identifié: Éditions Jean-paul Gisserot. ISBN:2-87747-346-5. OCLC:40746926. مؤرشف من الأصل في 2022-03-16.
- موسوعة حضارة العالم (2002) لأحمد محمد عوف.

## روابط خارجية
- تصفح سنة بسنة عقد 360 على موقع onthisday.com
- تصفح سنة بسنة عقد 360 ابتداءً من سنة عقد 360 على موقع المكتبة الوطنية الفرنسية